# 高達 (弘治進士)
高達（1454年—？），字上達，河南開封府扶溝縣人，明朝政治人物。

## 生平
成化二十二年（1486年）丙午科河南鄉試第二十七名。弘治六年（1493年）登癸丑科三甲第三十四名進士。同年官山東章丘縣知縣，卒于任内。

## 家族
曾祖高昇；祖父高貴；父高鵬，監生。母樊氏。永感下。